# Morti nel 1631
| Questa pagina contiene informazioni ricavate automaticamente dalle voci biografiche con l'ausilio del template Bio e di un bot. L'aggiornamento è periodico e automatico e ricostruisce completamente la pagina. Se manca una persona in questa lista, sei pregato di non aggiungerla, ma accertati piuttosto che la sua voce biografica contenga il template Bio e che i dati anagrafici siano correttamente compilati. Se il template Bio manca, inseriscilo tu stesso o, in alternativa, metti l'avviso {{tmp\|Bio}} che ne segnala la mancanza. Se i dati riportati sono sbagliati, correggi direttamente la voce biografica; le modifiche saranno visibili in questa lista entro pochi giorni. Per chiarimenti vedi il progetto biografie. La lista contiene solo le 103 persone che sono citate nell'enciclopedia e per le quali è stato implementato correttamente il template Bio. Pagina aggiornata al 26 lug 2025. |

## Gennaio(6)
- 3 gennaio - Michelangelo Galilei, compositore italiano (n. 1575)
- 7 gennaio - Marsilio Peruzzi, arcivescovo cattolico italiano
- 14 gennaio - Tsugaru Nobuhira, militare giapponese (n. 1586)
- 20 gennaio - Jacob Matham, incisore e disegnatore olandese (n. 1571)
- 21 gennaio - Diego Guzmán de Haros, cardinale spagnolo (n. 1566)
- 26 gennaio - Ludovico Federico di Württemberg-Mömpelgard, nobile tedesco (n. 1586)

## Febbraio(3)
- 4 febbraio - Michele Damasceni Peretti, I principe di Venafro, nobile italiano (n. 1577)
- 4 febbraio - Giovanni Maria da Noto, religioso e presbitero italiano (n. 1563)
- 4 febbraio - Bartolomé Leonardo de Argensola, poeta, storico e presbitero spagnolo (n. 1562)

## Marzo(5)
- 10 marzo - Abu Marwan Abd al-Malik II, sovrano marocchino
- 14 marzo - Virgilio Cepari, religioso e gesuita italiano (n. 1564)
- 15 marzo - Thomas Fienus, medico svizzero (n. 1567)
- 28 marzo - Juan van der Hamen, pittore spagnolo (n. 1596)
- 31 marzo - John Donne, poeta, religioso e saggista inglese (n. 1572)

## Aprile(10)
- 2 aprile - Nicolò Contarini, doge (n. 1553)
- 4 aprile - Giulio Cesare Strozzi, nobile, politico e ambasciatore italiano
- 5 aprile - Sinibaldo Scorza, pittore italiano (n. 1589)
- 12 aprile - Maeda Nagatane, militare giapponese (n. 1550)
- 15 aprile - Antonio d'Aragona Moncada, nobile e diplomatico italiano (n. 1587)
- 15 aprile - Paolo Spada, mercante italiano (n. 1541)
- 18 aprile - Cosimo de' Bardi, giurista e arcivescovo cattolico italiano (n. 1576)
- 28 aprile - Francesco Maria II della Rovere, condottiero italiano (n. 1549)
- 29 aprile - Ulisse Giocchi, pittore italiano
- 30 aprile - Luisa Margherita di Lorena, nobildonna francese (n. 1588)

## Maggio(5)
- 3 maggio - Tommaso da Olera, religioso italiano (n. 1563)
- 6 maggio - Robert Bruce Cotton, politico inglese (n. 1571)
- 7 maggio - Giovanni Tiepolo, patriarca cattolico italiano (n. 1570)
- 24 maggio - Juan de Prado, missionario spagnolo (n. 1563)
- 26 maggio - Arrigo Caterino Davila, militare, scrittore e storico italiano (n. 1576)

## Giugno(4)
- 13 giugno - Lorenzo Pignoria, storico, antiquario e archeologo italiano (n. 1571)
- 16 giugno - Giovanni Antonio Molineri, pittore italiano (n. 1577)
- 17 giugno - Mumtaz Mahal, nobildonna persiana (n. 1593)
- 21 giugno - John Smith, militare, marinaio e scrittore inglese (n. 1580)

## Luglio(11)
- 1º luglio - Nicholas Tufton, I conte di Thanet, nobile e politico inglese (n. 1577)
- 2 luglio - Dario Castello, compositore e violinista italiano (n. 1602)
- 5 luglio - Agustín de Hinojosa y Montalvo, vescovo cattolico spagnolo (n. 1575)
- 10 luglio - Costanza d'Asburgo, regina (n. 1588)
- 10 luglio - Wratislaw I von Fürstenberg, militare ceco (n. 1584)
- 11 luglio - Girolamo Canini, linguista e presbitero italiano (n. 1551)
- 19 luglio - Cesare Cremonini, filosofo italiano (n. 1550)
- 22 luglio - Álvaro de Mendoza, vescovo cattolico spagnolo
- 28 luglio - Guillén de Castro, drammaturgo spagnolo (n. 1569)
- 28 luglio - Giorgio Damini, pittore italiano
- 28 luglio - Pietro Damini, pittore italiano (n. 1592)

## Agosto(7)
- 1º agosto - Giovanni Antonio Agostini, pittore e intagliatore italiano (n. 1550)
- 3 agosto - Jean Prévost, medico e botanico svizzero (n. 1585)
- 14 agosto - Carlo di Gonzaga-Nevers, nobile (n. 1609)
- 14 agosto - Marcello Giovanetti, poeta, scrittore e avvocato italiano (n. 1598)
- 20 agosto - Gregorio Pedroca, vescovo cattolico italiano
- 21 agosto - Matija Divković, filosofo e teologo bosniaco (n. 1563)
- 28 agosto - Marino Zorzi, vescovo cattolico italiano

## Settembre(5)
- 6 settembre - Honda Tadamasa, militare giapponese (n. 1575)
- 13 settembre - Anna d'Assia-Darmstadt, nobile (n. 1583)
- 18 settembre - Dorotea del Palatinato-Simmern, nobildonna e principessa tedesca (n. 1581)
- 21 settembre - Federico Borromeo, cardinale italiano (n. 1564)
- 22 settembre - Clemente da Noto, religioso e presbitero italiano (n. 1558)

## Ottobre(8)
- 7 ottobre - Katō Yoshiaki, militare giapponese (n. 1563)
- 14 ottobre - Manuel Esteban Muniera, vescovo cattolico spagnolo (n. 1568)
- 14 ottobre - Sofia di Meclemburgo-Güstrow, regina (n. 1557)
- 20 ottobre - Michael Maestlin, astronomo e matematico tedesco (n. 1550)
- 26 ottobre - Lewis Bayly, vescovo anglicano e teologo britannico
- 26 ottobre - Catherine de Parthenay, umanista, poeta e mecenate francese (n. 1554)
- 27 ottobre - Iacopo Cicognini, poeta e drammaturgo italiano (n. 1577)
- 31 ottobre - Hoshina Masamitsu, militare giapponese (n. 1561)

## Novembre(5)
- 1º novembre - Maria Maddalena d'Austria, nobile (n. 1589)
- 2 novembre - Takenaka Shigekado, militare giapponese (n. 1573)
- 8 novembre - Ashina Morishige, militare giapponese (n. 1575)
- 30 novembre - Jacobus Bontius, medico olandese (n. 1592)
- 30 novembre - Pompeo Caimo, medico italiano (n. 1568)

## Dicembre(5)
- 5 dicembre - Tommaso Caracciolo, militare italiano (n. 1572)
- 9 dicembre - Liborius Wagner, presbitero tedesco (n. 1593)
- 18 dicembre - Pietro Durazzo, doge (n. 1560)
- 23 dicembre - Michael Drayton, poeta inglese (n. 1563)
- 30 dicembre - Francesco Nori, vescovo cattolico e letterato italiano (n. 1565)

## Senza giorno specificato(29)
- Giovanni Battista Aguggiari, religioso italiano
- Giovanni Aicardi, architetto e ingegnere italiano (n. 1550)
- Arent Arentsz, pittore fiammingo (n. 1585)
- Mourad Bey, sovrano tunisino
- Martino Bonacina, vescovo cattolico e giurista italiano (n. 1585)
- Carlo di Guisa, nobile francese (n. 1555)
- Giovanni Carlone, pittore italiano (n. 1584)
- Lorenzo Ceccato, artista italiano
- Donato Donati, mercante e banchiere italiano (n. 1550)
- Antonio Gandino, pittore italiano (n. 1560)
- Alessandro Giustiniani Longo, doge (n. 1554)
- Johannes Hartmann, chimico tedesco (n. 1568)
- Matteo Ingoli, pittore italiano (n. 1586)
- Diego Carrillo de Mendoza y Pimentel, generale spagnolo
- Ono Ozū, pittrice giapponese (n. 1559)
- Giovanni Battista Pasqualini, pittore, intagliatore e incisore italiano (n. 1595)
- Pichou, drammaturgo francese (n. 1600)
- Jan Pynas, pittore olandese
- Zanobi Rosi, pittore italiano (n. 1577)
- Piero Salvestrini, pittore italiano (n. 1574)
- Ksenija Ivanovna Šestova, nobile russa (n. 1560)
- Tomaso Spinola, doge (n. 1557)
- Jorge Manuel Theotocópuli, pittore, scultore e architetto spagnolo (n. 1578)
- Tobias Verhaecht, pittore e disegnatore fiammingo (n. 1561)
- Edward Maria Wingfield, militare, navigatore e politico inglese (n. 1550)
- Francesco Antonio Zimbalo, architetto italiano (n. 1567)
- Pierre de Lancre, magistrato francese (n. 1553)
- Carlotta Brabantina di Nassau, principessa (n. 1580)
- Johanna von Pernstein, nobildonna ceca (n. 1566)